# Diverticle de Zenker
El diverticle de Zenker, també anomenat diverticle faringoesofàgic, és un tipus de diverticle de la mucosa de la faringe que s'ubica a la part superior del múscul cricofaringi, per sobre l'esfínter esofàgic superior i a nivell de la línia mitjana de la paret posterior hipofaríngica. Aquesta zona anatòmica s'anomena triangle de Killian.
Rep el seu nom en honor del patòleg alemany Friedrich Albert Zenker (1825–1898). Té una baixa prevalença en la població general i afecta amb major freqüència als homes, en especial entre la setena i la vuitena dècades de vida. La seva incidència en la població general és de 2 casos/100.000 persones. És un fals diverticle en el sentit que no compromet totes les capes de la paret faríngia. El tipus físic de la persona pot influir en la seva aparició i hi ha variants atípiques. Es veu eventualment en casos de malaltia de Forestier-Rotés. Per regla general, els diverticles esofàgics d'etiologia congènita o iatrogènica, incloent els de Zenker, són força rars en nadons i nens. Un diverticle de Zenker format per dos lòbuls és una troballa clínica gairebé excepcional. El nom d'aquesta anomalia porta el cognom del patòleg alemany Friedrich Albert von Zenker. Els diverticles de Zenker congènits i els sincrònics en un mateix individu amb un diverticle de Killian-Jamieson són del tot inusuals.

## Fisiopatologia
Els mecanismes de formació d'un diverticle esofàgic són per pulsió i per tracció. Els causats per pulsió apareixen generalment en zones en què la musculatura és més feble i es propicia la herniació d'un petit sac de mucosa a través d'una finestra de la capa muscular que sol coincidir amb una zona més feble en l'entramat de fibres musculars. Són insòlits els diverticles de Zenker per tracció recurrents derivats d'una intervenció quirúrgica de la columna cervical anterior.
Cada vegada que la pressió intraesofàgica augmenta, com succeeix en la deglució, el diverticle és sotmès a distensió i pot anar creixent. Generalment ocorre a la zona muscular feble entre l'inici de l'esòfag i la faringe, immediatament proximal al mùscul cricofaringi, com és el cas del diverticle de Zenker. Gradualment, el sac va creixent i pot arribar a tenir grans proporcions. Els grans diverticles completament desenvolupats tenen un orifici d'entrada i un coll estret; en omplir-se de saliva o material deglutit pengen del coll comprimint l'esòfag des de fora. Per això, s'inclouen entre les causes d'estenosi esofàgica extrínseca.

## Símptomes
Els diverticles de Zenker poden no donar símptomes o causar pèrdua de pes important, vòmits de repetició, tos crònica, halitosi, regurgitació d'aliment no digerit, disfàgia orofaríngica i fins i tot una obstrucció completa de l'esòfag per compressió directa en casos de diverticles molt grans o per un marcat edema local secundari a la impactació en l'interior del diverticle d'una pastilla. A l'exploració física de persones molt primes o amb sarcopènia, no és rar trobar una massa cervical palpable, protruïda i dolorosa. En alguns casos, la particular morfologia d'un diverticle de Zenker dificulta la intubació gastroscòpica o fa que el diverticle es confongui ultrasonogràficament amb un nòdul tiroidal. Com a complicacions, aquests diverticles poden provocar broncoaspiració, pneumònia per aspiració, pneumònia lipoidal exògena amb infecció micobacteriana concomitant, formació de fístules entre el diverticle i la tràquea, llengua negra vellosa, ronquera per afectació dels plecs vocals, ulceracions en la base del diverticle o en la mucosa de la boca, hemorràgia intradiverticular, hemorràgia del tracte gastrointestinal superior, malnutrició i, més rarament, un carcinoma escatós o epidermoide dins del diverticle. Poques vegades s'ha descrit la presència de cossos estranys en el seu interior, els quals solen ser fragments de pròtesis dentals.

## Diagnòstic
Un sèrie esofàgica amb glop de bari normalment detecta el diverticle i pot ser molt útil per determinar la seva gravetat. Un diverticle gran es pot identificar bé en una radiografia de tòrax. De vegades, es descobreix de manera incidental durant la pràctica d'una ecografia. El seu diagnòstic en nens és un fet poc freqüent. La manometria faríngica d'alta resolució permet mesurar la pressió de les contraccions esofàgiques anòmales que el diverticle de Zenker acostuma a causar durant la deglució, la fluoroscòpia dinàmica ajuda a detectar els diverticles petits i la tomografia computada amb contrast radiològic del tòrax superior és útil per definir clarament la profunditat i les relacions anatòmiques del diverticle. Es desaconsella l'ús exploratori d'endoscòpia de vies digestives altes pel risc de perforar la bossa diverticular. L'ecocardiografia transesofàgica és una causa extraordinària de perforació iatrogènica greu del diverticle de Zenker. El diagnòstic diferencial del diverticle de Zenker inclou els nòduls tiroidals, el càncer esofàgic, l'acalàsia, la malaltia per reflux gastroesofàgic, el diverticle de Killian-Jamieson, el diverticle de Laimer o el diverticle de l'arc aòrtic de Kommerell en determinats casos de disfàgia d'origen esofàgic.

## Tractament
Requereix tractament quirúrgic realitzant una miotomia cricofaríngia i extracció o lligadura del diverticle. Si és petit la miotomia és suficient. No obstant això, des de fa uns anys s'ha generalitzat l'ús de tècniques endoscòpiques mínimament invasives, com ara el grapat endoscòpic transoral, les quals es poden practicar sota sedació conscient i permeten reduir el temps d'hospitalització. Altres avantatges de les tècniques endoscòpiques respecte a la cirurgia oberta són una ingesta d'aliments més ràpida i una recuperació més curta. Rares vegades, una resposta inflamatòria sistèmica apareix després d'haver efectuat endoscòpies reparadores del diverticle de Zenker. Aquests procediments es duen a terme mitjançant un endoscopi flexible de fibra òptica o amb un làser de diòxid de carboni, que és un mètode microquirúrgic eficaç i amb una baixa morbiditat postoperatòria. Una altra opció terapèutica és la miotomia endoscòpica per via oral. Quan el diverticle és molt gran, la diverticulectomia per via transcervical es considera l'operació més segura. Amb independència de la seva mida, el tractament quirúrgic dels diverticles faringoesofàgics està indicat per alleujar els símptomes de disfàgia i de regurgitació orofaríngica. Hi ha casos de ruptura iatrogènica del diverticle de Zenker que evolucionen bé sense cirurgia.